# S.A.S. Nagar (Mohali)
S.A.S. Nagar (Mohali) là một thành phố và là nơi đặt hội đồng đô thị (municipal council) của quận Rupnagar thuộc bang Punjab, Ấn Độ.

## Nhân khẩu
Theo điều tra dân số năm 2001 của Ấn Độ, S.A.S. Nagar (Mohali) có dân số 123.284 người. Phái nam chiếm 53% tổng số dân và phái nữ chiếm 47%. S.A.S. Nagar (Mohali) có tỷ lệ 83% biết đọc biết viết, cao hơn tỷ lệ trung bình toàn quốc là 59,5%: tỷ lệ cho phái nam là 85%, và tỷ lệ cho phái nữ là 81%. Tại S.A.S. Nagar (Mohali), 10% dân số nhỏ hơn 6 tuổi.